# Parancistrocerus taihorinshoensis
Parancistrocerus taihorinshoensis är en stekelart som först beskrevs av Schulthess 1934.  Parancistrocerus taihorinshoensis ingår i släktet Parancistrocerus och familjen Eumenidae. Inga underarter finns listade i Catalogue of Life.